# 이 다음에 우리는
"이 다음에 우리는"은 1977년에 개봉한 대한민국의 영화이다.

## 캐스팅
- 임예진 : 예원 역
- 이덕화 : 영수 역
- 진유영 : 덕진 역
- 김진해
- 문미봉
- 김숙경
- 강지나
- 장훈
- 임성포
- 박주희
- 홍운용